# Voto de ciudadanos no residentes
El voto de ciudadanos no residentes es el acto por el cual los ciudadanos votan en elecciones de su país de ciudadanía sin residir en dicho país al momento de la votación. Algunos estados otorgan el derecho a votar en su país de origen sin restricciones a sus propios ciudadanos que viven en el extranjero, otros estados establecen un límite de tiempo y otros restringen el derecho a votar a los ciudadanos que residen en el país. Al 2020, un total de 141 países otorgan a los no residentes, como emigrantes o expatriados, el derecho al voto de los ciudadanos no residentes. Existe una variación considerable entre los países con respecto a la elegibilidad de los votantes y las modalidades de votación, es decir, votar en persona en misiones diplomáticas u otros lugares físicos, por correo o en línea, en qué elecciones pueden votar los ciudadanos no residentes, es decir, elecciones de la legislatura nacional, elecciones ejecutivas, referendos o elecciones subnacionales, y cómo están representados los votantes ciudadanos no residentes. El número de países que concedieron el derecho al voto a ciudadanos no residentes se aceleró significativamente en la década de 1990. Los científicos sociales han avanzado una serie de afirmaciones sobre las causas y consecuencias de esta evolución y han debatido sus implicaciones normativas o los pros y contras del voto de los ciudadanos no residentes.
Cinco países de la Unión Europea restringen el derecho de voto de sus ciudadanos residentes en el extranjero en sus elecciones parlamentarias nacionales: Alemania, Irlanda y Chipre lo estipulan en sus leyes, Dinamarca y Malta en sus constituciones.

## Variaciones

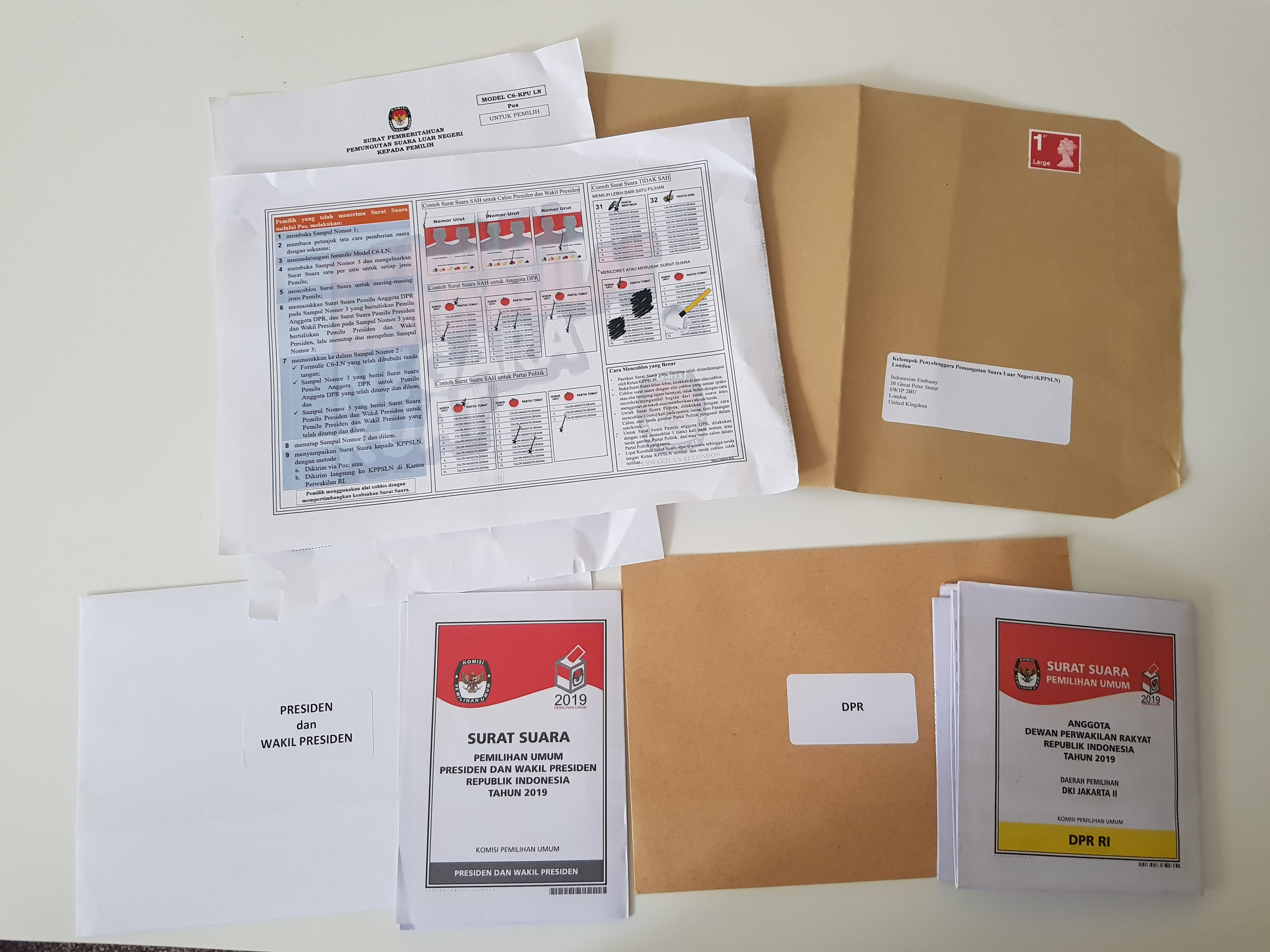
Paquete de votación por correo enviado a un votante indonesio en el Reino Unido para las elecciones generales de Indonesia de 2019.

Algunos países, como Francia, conceden a sus ciudadanos expatriados derechos de voto ilimitados, idénticos a los de los ciudadanos que viven en su país de origen. Otros países permiten a los ciudadanos expatriados votar sólo durante un cierto número de años después de dejar el país, después del cual ya no son elegibles para votar (por ejemplo, 25 años para Alemania, excepto si puede demostrar que todavía se ve afectado por las decisiones políticas en Alemania). Otros países reservan el derecho de voto únicamente a los ciudadanos que viven en ese país, despojando así a los ciudadanos expatriados de su derecho al voto una vez que abandonan su país de origen (como Irlanda, con excepciones extremadamente limitadas).
Existe una variación similar en cómo los ciudadanos no residentes pueden ejercer su derecho a votar. Lo más común es que los votantes no residentes tengan que emitir su voto en una embajada o consulado de su país. Algunos países son aún más restrictivos, como Timor Oriental, que "limitó el voto en persona únicamente a sus misiones en Australia y Portugal en 2017". En el extremo menos restrictivo del espectro, los votantes no residentes de Nueva Zelanda pueden descargar sus papeletas y cargarlas una vez completadas en el sitio web de la Comisión Electoral o enviarlas por correo o fax a la Comisión Electoral de Nueva Zelanda o a una misión diplomática de Nueva Zelanda.
Los electores ciudadanos franceses no residentes pueden emitir su voto en las elecciones al Parlamento Europeo, en las elecciones presidenciales francesas, en los referendos nacionales, así como en las elecciones a la Asamblea Nacional, a la cámara baja del Parlamento, y en las elecciones a los miembros de la Asamblea de Franceses Residentes en el Extranjero, que a su vez eligen a 12 miembros del Senado francés. Los votantes ciudadanos no residentes de Nueva Zelanda pueden emitir su voto en elecciones nacionales y locales. En Colombia, los ciudadanos no residentes pueden votar en las elecciones presidenciales y legislativas, pero están excluidos de las elecciones regionales y locales.
Por último, algunos países asimilan a los votantes no residentes en distritos electorales existentes para ciudadanos residentes, mientras que otros han reservado escaños especiales en sus legislaturas para los votantes ciudadanos no residentes. Estados Unidos es un ejemplo de la primera alternativa. Los ciudadanos de los Estados Unidos que viven en el extranjero pueden votar en el estado donde han establecido su residencia electoral, y sus votos contarán para los resultados electorales en ese estado. Italia, por otro lado, estableció escaños especiales en el Senado y la Cámara de Diputados italianos para representar a los ciudadanos no residentes.

## Historia

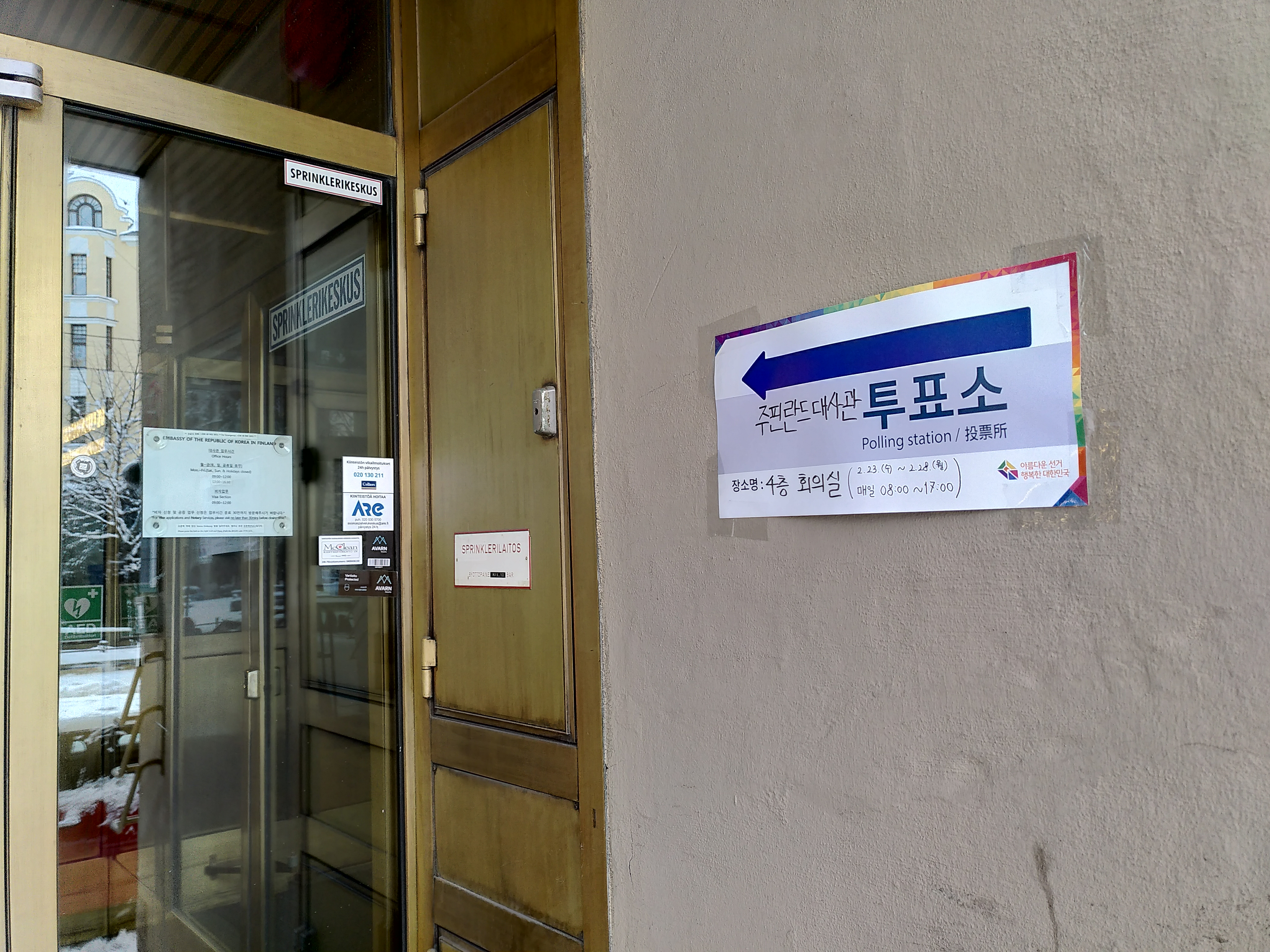
Un colegio electoral en la Embajada de la República de Corea en Helsinki.

Según un estudio pionero del Instituto Internacional para la Democracia y Asistencia Electoral, el primer caso de voto en el extranjero tuvo lugar en Estados Unidos, en el estado de Wisconsin, en 1862, cuando se permitió el voto en ausencia de los soldados que luchaban en la Guerra de Secesión. El Reino Unido también permitió el voto en ausencia de los soldados en 1918. Tras la Segunda Guerra Mundial, Indonesia aprobó una legislación en 1953 que permitía votar desde el extranjero no solo al personal militar y otros funcionarios públicos, sino también a trabajadores migrantes y estudiantes. La mayor expansión del voto en el extranjero se produjo en la década de 1990.

## Causas y consecuencias
Existen diversas razones que explican por qué y cuándo los estados otorgan el derecho al voto a los ciudadanos no residentes. Un factor es que buscan obtener beneficios de los emigrantes; es decir, esperan que estos tengan mayor probabilidad de contribuir a la economía de su país de origen mediante remesas o mostrar lealtad de otras maneras si tienen derecho a votar en las elecciones de ese país. En segundo lugar, la concesión del derecho al voto a los ciudadanos no residentes puede ser resultado de la presión ejercida por las organizaciones de emigrantes. Esto influyó en el caso mexicano. En tercer lugar, los partidos gobernantes se opondrán al voto de los ciudadanos no residentes si tienen motivos para creer que extender el derecho al voto beneficiará a la oposición. Por lo tanto, el voto de los ciudadanos no residentes se hace posible una vez que quienes se oponen al voto de los ciudadanos no residentes pierden el poder, como ocurrió en Italia en la década de 1990. Finalmente, Turcu y Urbatch hallaron evidencia de la difusión de normas democráticas que favorecen el voto de los ciudadanos no residentes. Una vez que un país introduce el voto de ciudadanos no residentes, es más probable que los países vecinos hagan lo mismo.

## Debates normativos

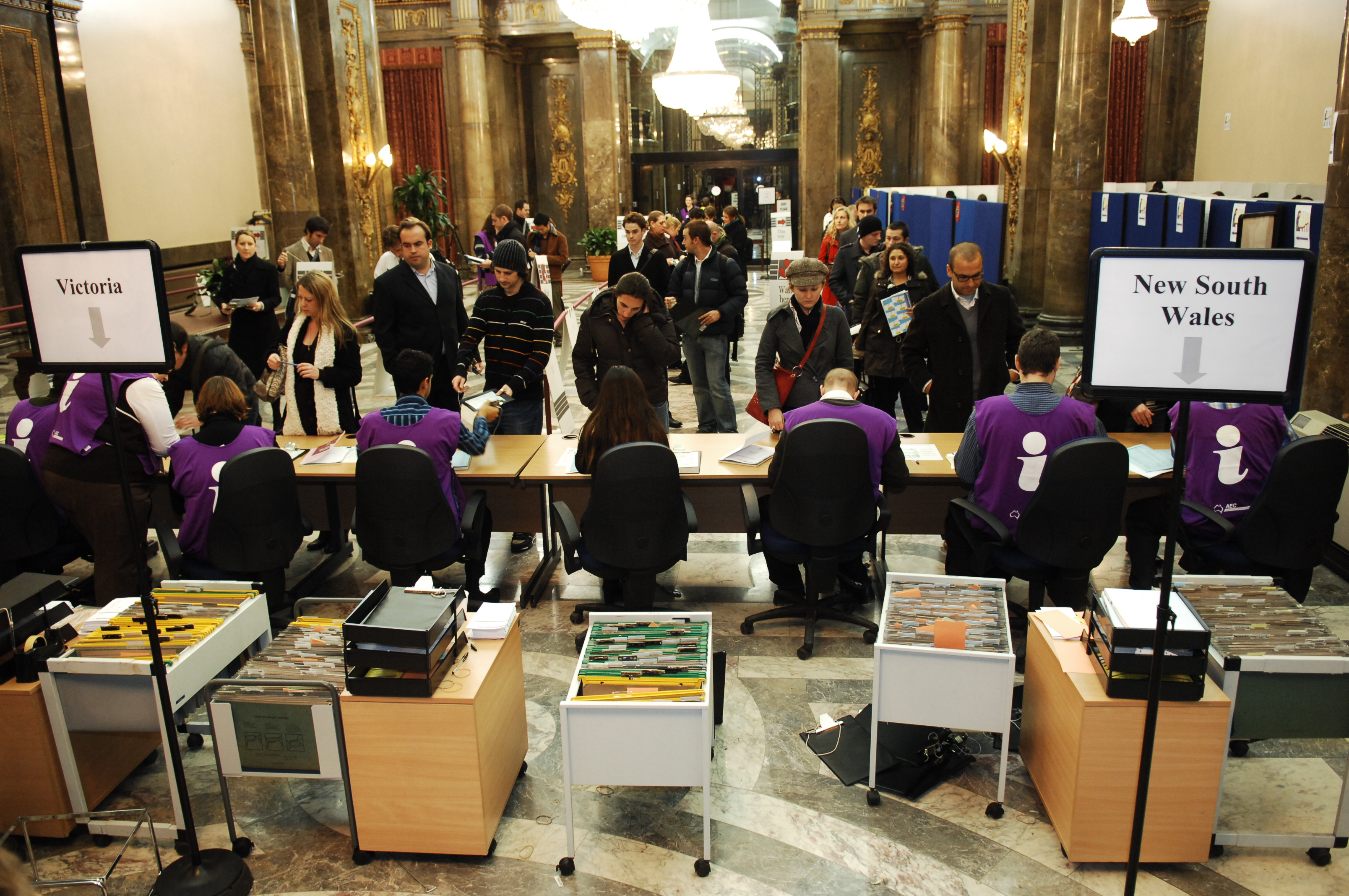
Votantes extranjeros en Australia House, Londres, para votar en las elecciones federales de Australia de 2007.

Los teóricos políticos y los juristas han debatido las ventajas y desventajas del voto de los ciudadanos no residentes. El teórico político y experto en ciudadanía, Rainer Bauböck, ha evaluado diversos argumentos a favor del voto de los ciudadanos no residentes. En primer lugar, en una democracia, todos los ciudadanos que superan la edad mínima requerida deberían tener derecho a votar, y los ciudadanos no residentes siguen siendo ciudadanos y, por lo tanto, deberían tener derecho a votar. En segundo lugar, los ciudadanos no residentes realizan importantes contribuciones económicas a sus países de origen, y el valor de estas contribuciones debería reconocerse ofreciéndoles el derecho a votar. En última instancia, Bauböck se inclina por un tercer enfoque centrado en el concepto de comunidad de partes interesadas. Propone que "las personas cuyas circunstancias vitales vinculan su bienestar futuro con el florecimiento de un sistema político en particular deberían ser reconocidas como partes interesadas en dicho sistema, con derecho a participar en los procesos colectivos de toma de decisiones que configuran el futuro común de esta comunidad política". Por lo tanto, la primera generación debería poder votar en las elecciones de sus países de origen. Según Bauböck, este privilegio no debería extenderse automáticamente a la segunda generación ni a las posteriores.
La jurista Ruth Rubio Marin se muestra más crítica con las propuestas de extender el derecho al voto a los ciudadanos no residentes. Argumenta que "el voto en ausencia es una opción que, en determinadas circunstancias, los países de origen pueden legítimamente aceptar; no es un derecho que las comunidades nacionales diaspóricas puedan simplemente reivindicar".